# Palestra (Antiguidade)

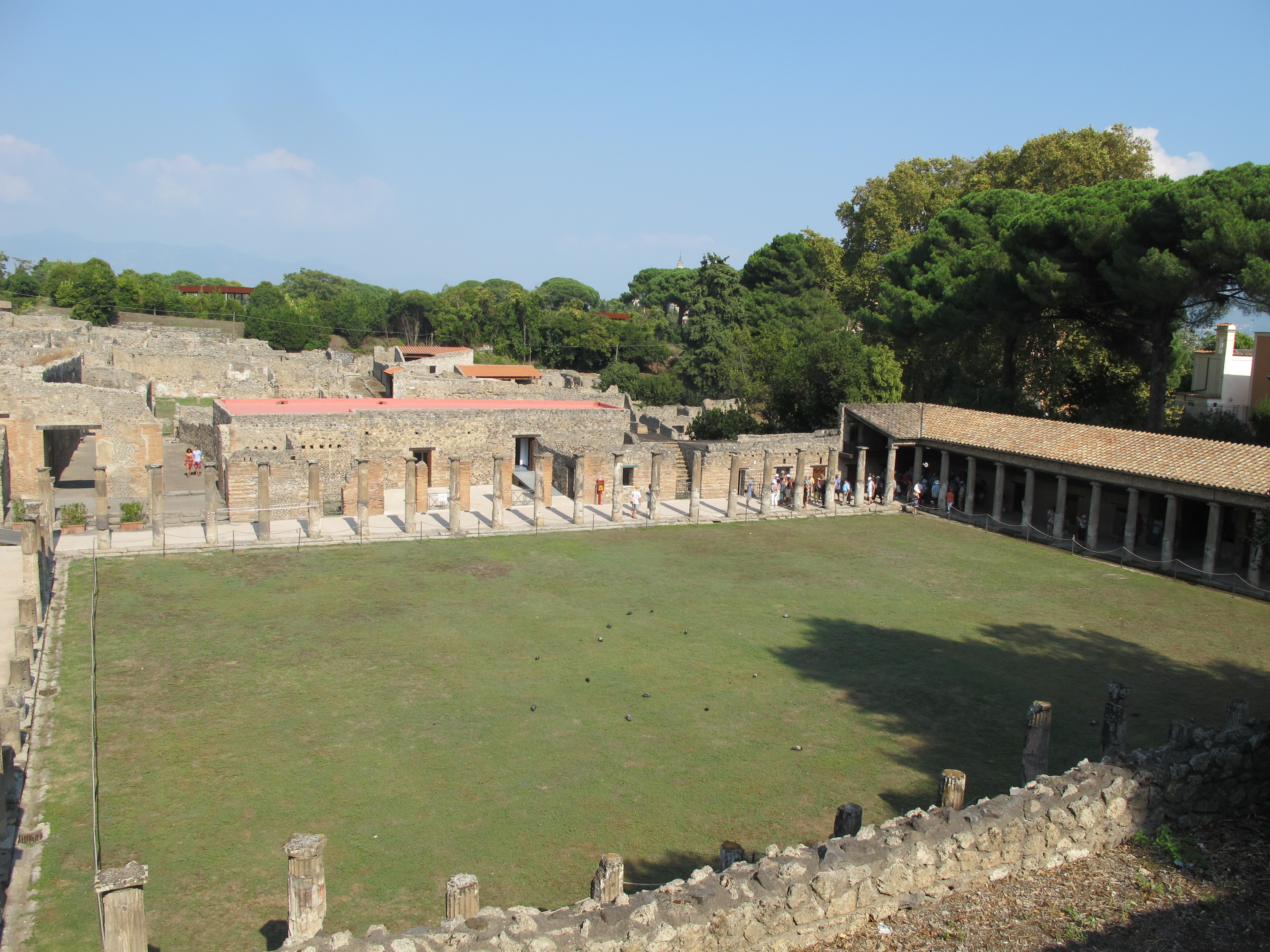
Ruínas da palestra de Pompeia

Palestra (em latim: Palaestra; em grego: Παλαίστρα; romaniz.: Palaístra; do verbo παλαίω, "lutar"), na Grécia e Roma Antigas, designava uma construção que abrigava uma escola de luta corporal. Funcionava como escola de treinamento e também como local de convívio social masculino, onde conversas sobre literatura, filosofia e música eram tão bem recebidas. Geralmente, mas não obrigatoriamente, eram anexos aos ginásio, local fechado para treinamento.
Embora com pequenas variações, a arquitetura de um palestra seguia uma concepção padrão. Consistia de um pátio retangular descoberto onde ocorriam os treinos, cercado por colunatas com aposentos adjacentes, que tinham várias funções: banhos, vestiário, depósitos de roupas e óleos, locais de repouso. Vitrúvio, em seu livro Sobre Arquitetura, é uma importante fonte histórica sobre essas construções, descrevendo-a como um pátio retangular com colunatas em seus quatro lados. O do lado norte era duplo, para maior proteção contra o clima, criando um pórtico, com aposentos para atividades diversas (efebeu, coriceu, conistério e eleotésio). Terraços espaçosos (êxedras) eram construídos ao longo das outras laterais, servindo para acomodação dos espectadores e convívio social. Bons exemplos de ruínas de palestras ainda existentes estão em Olímpia, Delfos e Pompeia.
Com o nome derivado de Palas, a palestra e o ginásio, como se acreditavam, funcionavam sob a proteção divina de Hermes e Héracles. Como os atletas competiam desnudos (gimno) e entre os gregos antigos a homossexualidade não era reprimida, Eros também reunia adeptos entre seus frequentadores. Para além das lutas, a palestra era também um centro de convivência social, onde conversas sobre literatura e filosofia eram tão bem recebidas. Os pisos e construções eram decorados com o melhor da arte, estátuas, mosaicos e pinturas, representando deuses, heróis, e atletas famosos.[carece de fontes?]

## Galeria

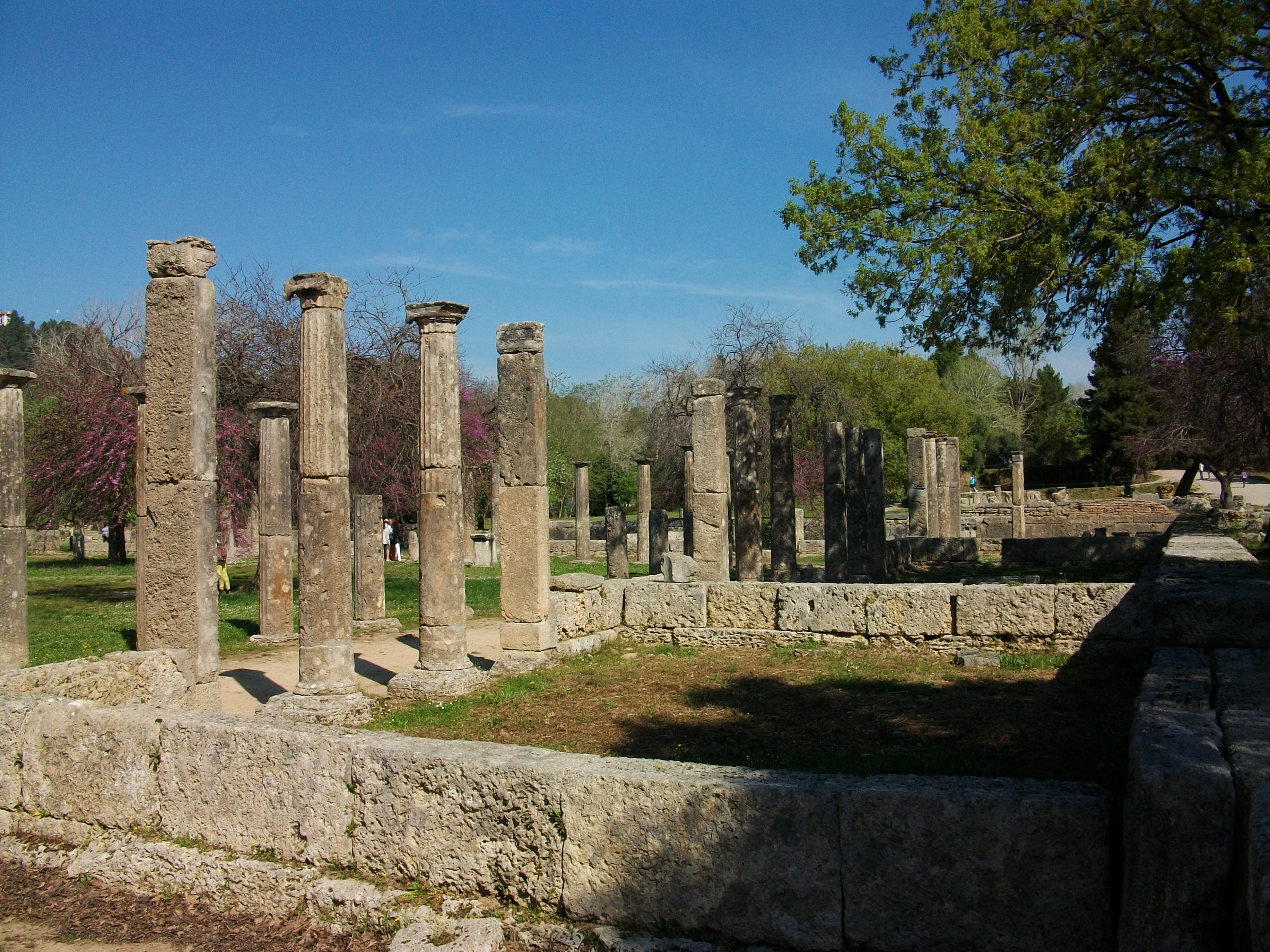
Olímpia
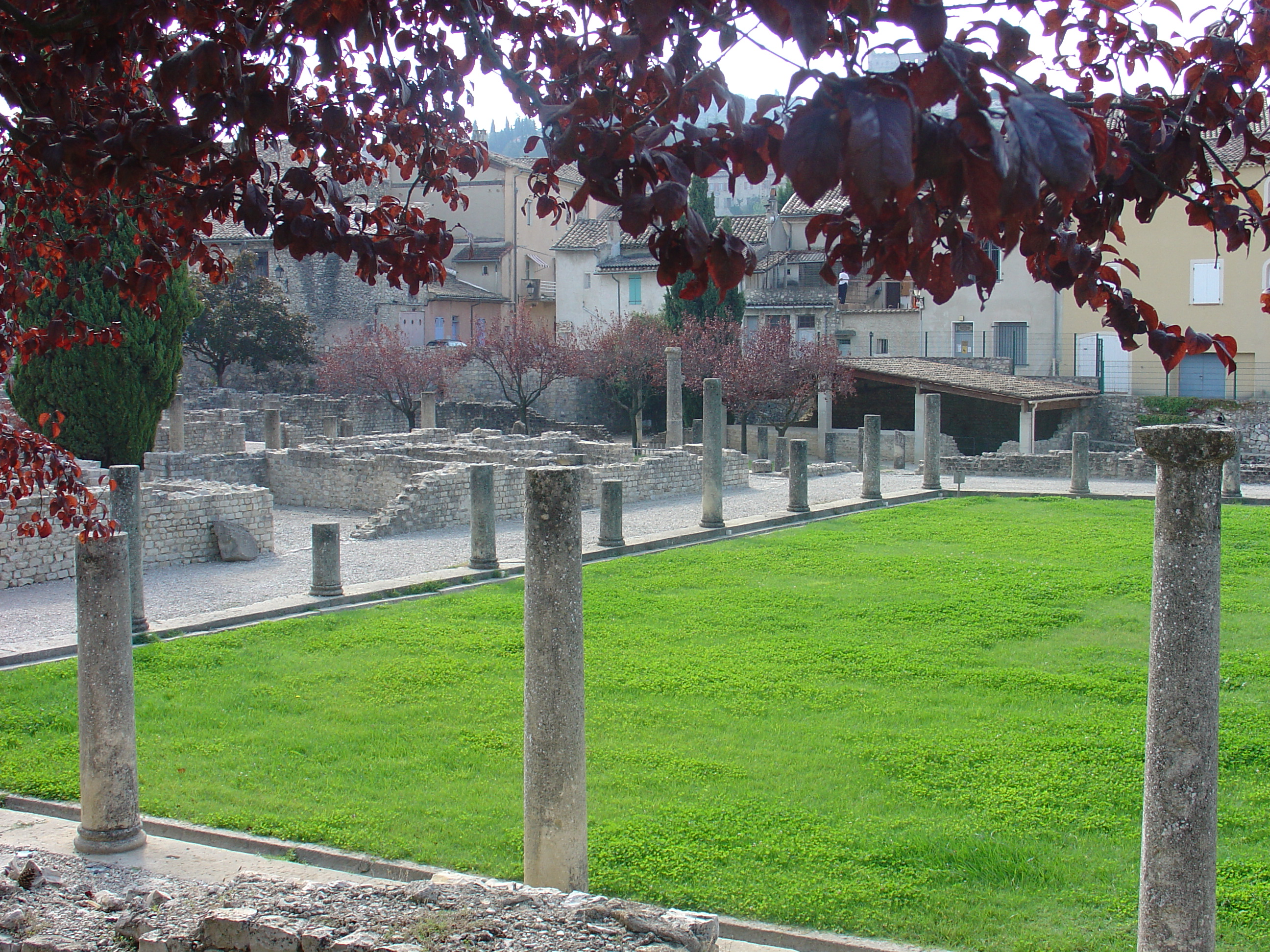
Provença
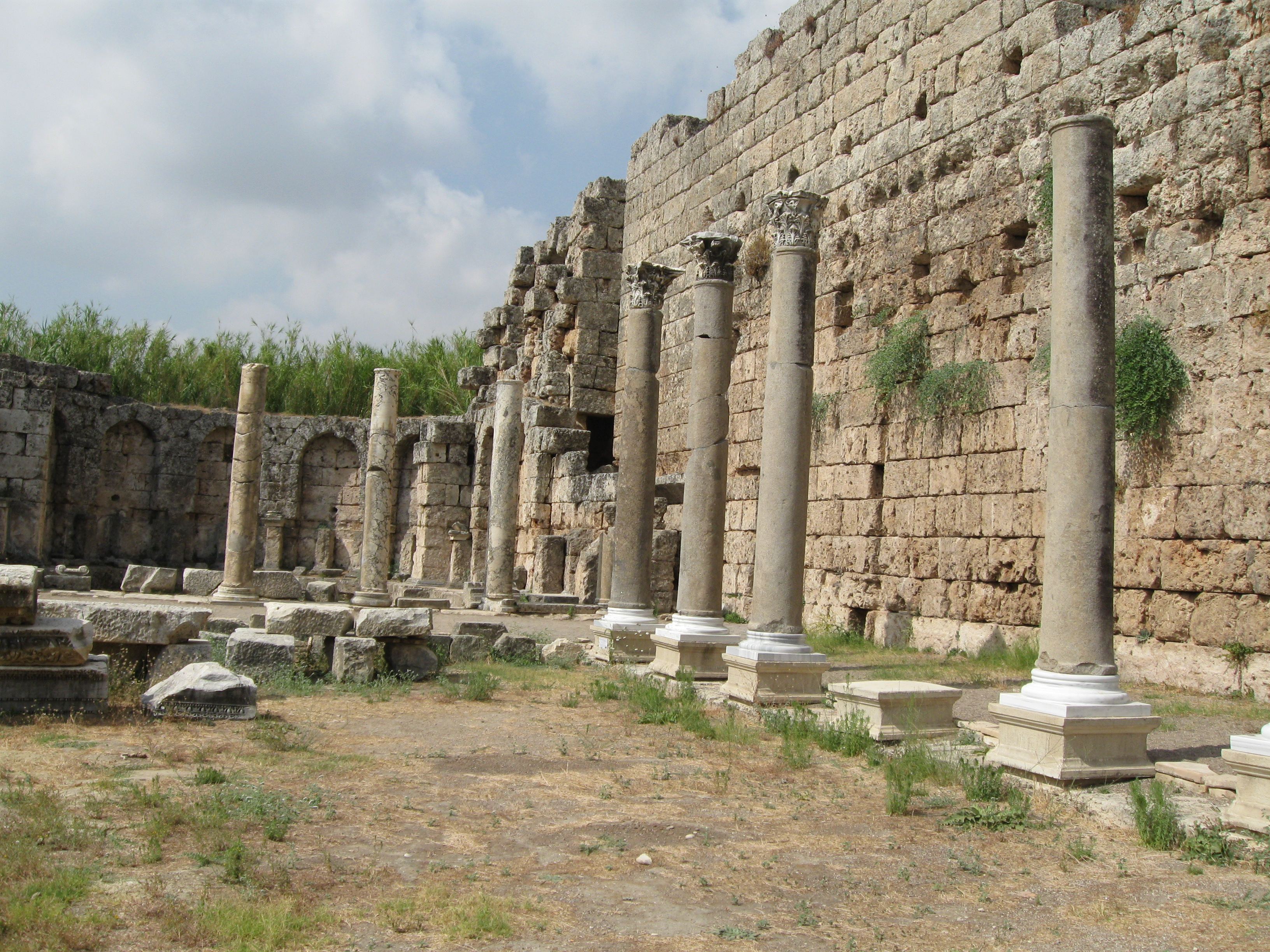
Perge